# Ephraim Ellis
Ephraim Todd Ellis (Toronto, 23 febbraio 1985) è un attore canadese, noto per aver interpretato il ruolo di Rick Murray nello show televisivo Degrassi: The Next Generation.

## Biografia
Iniziò a recitare quando frequentava la Earl Haig Secondary School a Toronto, lavorando anche come produttore del festival cinematografico annuale della scuola. Appare successivamente nella serie televisiva Zoe Busiek: Wild Card (trasmessa da Lifetime Television) e in White out, film rivelazione del 2004 del Canadian Film Centre che ha concorso anche al Toronto International Film Festival.
Dopo il suo ruolo in Degrassi, anche preso parte alla serie TV Naturally Sadie (trasmessa da Family Channel), nel ruolo di Vince in alcuni episodi. Nel 2005, ha recitato nella parte di Riley Kineston in Zixx ed in Zixx: Level 2.
Ephraim Ellis è anche noto come Danny Ellis, il "bravo ragazzo" della serie Falcon Beach (2005/06). Nella serie la sua famiglia possiede una sala giochi a Falcon Beach. Ha molti fratelli. I suoi genitori sono poveri poiché hanno molti figli. Ha una cotta per Erin dalla quale si separa dopo che lei ha perso il loro bambino poco prima di darlo alla luce.

## Filmografia parziale

### Cinema
- Stage Fright, regia di Jerome Sable (2014)

### Televisione
- Degrassi: The Next Generation – serie TV, 8 episodi (2003-2004)
- In dieci sotto un tetto (I Do, They Don't), regia di Steven Robman – film TV (2005)
- Falcon Beach – serie TV, 26 episodi (2006-2007)
- I misteri di Murdoch (Murdoch Mysteries) – serie TV, 4 episodi (2011)